# De Korenhalm
De Korenhalm is een korenmolen aan de Korenhalmdijk aan de rand van 's-Gravenpolder. Het is een ronde, uit baksteen opgetrokken stellingmolen uit 1876. De kap van de molen is gedekt met dakleer en de molen heeft een vlucht van 23,50 meter. De hoogte van de stelling is 9,50 meter. Het is een beeldbepalende molen die van alle kanten goed zichtbaar is gelegen. De Korenhalm was in 2008 tijdelijk niet draaivaardig door problemen met het kruiwerk, dit is medio 2009 verholpen.
De Korenhalm is gebouwd in plaats van een molen die in 1873 is afgebrand. Deze molen stond op een molenberg op 50 meter afstand.